# Рождество-Богородичный монастырь (Гродно)
Рождество-Богородичный монастырь — женский монастырь Гродненской епархии Белорусской православной церкви в Гродно.

## История монастыря

### От основания до 1918 года
Е. Ф. Орловский на основании «Актов Западной России» утверждает, что Пречистенский храм стоял уже в 1506 году, и его основателем был князь Михаил Глинский. В 1506 он как душеприказчик киевского воеводы Дмитрия Путяты передал церкви 10 коп литовских грошей. Тогда же при храме существовала богадельня, которой по распоряжению Сигизмунда II Августа периодически отчислялись деньги с королевских имений. Также церковь владела землями в Ольшанском урочище.
В 1614 Пречистенская соборная церковь упоминается в связи с завещанием ей хорунжим Кунцевичем «большого плаца» в Гродно.
В XVII веке собор превращён в униатский храм. В 1633 году при нём поселились четыре монахини во главе с Василисой Сапегой из Вильно — и в 1642 году униатский митрополит Антоний Селява передал базилианкам территорию к западу от Пречистенской церкви.
Пожары 1647 и 1654 годов уничтожили древний Пречистенский собор. Чуть позже базилианки построили деревянный храм Рождества Богородицы и жилые помещения, которые несколько раз погибали от пожаров и заново восстанавливались. В 1726 году итальянским архитектором И. Фонтана была возведена новая каменная униатская церковь, которая сохранилась до наших дней.
В 1843 году монастырь базилианок был преобразован в православный Рождество-Богородичный женский монастырь 2 класса. Из Оршанского монастыря сюда переехали игуменья Афанасия, шесть монахинь и четыре послушницы. В 1848 году церковь была перестроена, в результате чего иконостас был перенесен из западной части, где раньше был алтарь, в восточную.
Осенью 1864 года в монастыре организован приют для воспитания сирот лиц духовного ведомства и дочерей бедных чиновников.
В 1866 года в монастыре выстроена ещё одна церковь — Сергия Радонежского. Вскоре после постройки церкви монастырь посетил император Александр II.
7/20 октября 1877 года в обители зафиксировано мироточение чудотворного списка Владимирской иконы Божией Матери, которое продолжалось полгода. Миро было собрано в крестообразный ковчежец, который до наших дней хранится в монастыре.
В 1900 году Священный Синод официально перевёл монастырь в урочище Красносток (ныне — Ружаносток, en:Różanystok) близ Гродно, где стояли строения бывшего доминиканского монастыря (закрыт в 1866 году) и выстроенная в 1867 году церковь Иоанна Богослова. В 1901 году монастырь был торжественно перенесен на новое место. Рождество-Богородичный монастырь в Красностоке стал основным, а гродненская обитель получила статус приписной. В начале XX века у монастыря имелись также подворья в Санкт-Петербурге и Дрогичине.
В годы Первой мировой войны Красностокский Рождество-Богородичный монастырь эвакуирован в Москву, куда увезены и иконы Божией Матери — Красностокская (позже оказавшаяся в Петрограде на территории монастырского подворья) и Владимирская. В 1914 году сгорела Рождественская церковь гродненской обители.

### С 1918 года до сегодня
В 1918 году 160-ти монахиням из Красностока была передана территория Екатерининской пустыни под Москвой. Там они организовали артель «Екатерининская пустынь», действующую до 1931 года.
В красностокском монастыре, оказавшемся на территории Польши, поселились католические монахи. Гродненская обитель (также на территории Польши) осталась православной, в неё возвратилась группа сестер, привезя с собой чудотворную Владимирскую икону.
В 1927 году гродненская Рождественская церковь была восстановлена. В 1953 году на территории гродненского монастыря выстроен монашеский корпус. В 1954 году в монастырь возвратилась Красностокская икона Божией Матери.
На 1 ноября 1959 в монастыре проживало 58 человек, в их числе 3 игуменьи, 25 монахинь, 27 инокинь и 3 послушницы. По времени пребывания в обители находились в 1846―1955 гг. ― 8 человек, в 1941―1945 гг. ― 1, в 1920―1941 ― 19, в 1900―1917 ― 27, и до 1900 ― 3 человека.
В 1960 году насельницы Рождество-Богородичного монастыря были выселены из занимаемых ими помещений и перебрались в Жировицкий монастырь. В монастыре был размещен гараж ДОСААФ. Чудотворные иконы Божией Матери были поставлены в Богоявленском храме монастыря. Владимирская икона позже попала в Россию и доныне находится в подмосковном храме в селе Ермолино.
В 1992 году Гродненский Свято-Рождество-Богородичный женский монастырь был возрожден, в обитель возвращена мироточивая икона Владимирской Божией Матери. В 1993 году освящен зимний храм Сергия Радонежского, а главный храм Рождества Пресвятой Богородицы снова возвращён церкви. В последующие годы возвращены монастырские корпуса, расписан Рождество-Богородичный собор. При монастыре работает воскресная школа.

Будучи в марте 1998 в монастыре, президент РБ А. Г. Лукашенко оставил в книге почетных гостей запись: 
Восхищаюсь вашим мужеством и преданности великим ценностям человечества. Дай Господь вам добра, мира и счастья.